# Chhnuor Mean Chey (gmina)
Chhnuor Mean Chey – gmina (khum) w północno-zachodniej Kambodży, we wschodniej części prowincji Bântéay Méanchey, w dystrykcie Preăh Nét Preăh.

## Miejscowości
Na obszarze gminy położonych jest 12 miejscowości:

- Mean Chey Samraong Touch
- Pongro
- Thma Koul
- Proput
- Bantoat Baoh
- Kouk Treas
- Chhnuor
- Samraong Thum
- Ruessei Khang
- Ruessei Kandal
- Rumpeak
- Kouk Trach